# Interinitat de Monségur
El cap de batalló Monségur va governar interinament el territori de l'Alt Senegal de juny de 1886 (quan Frey va retornar a França) fins a l'octubre de 1886. Va ser també comandant superior suplent de Gallieni en absència d'aquest del 15 de maig de 1887 al novembre de 1887
Després de l'aixecament (el primer) del marabut Mahmadou Lamine, el Guoy, la Kaméra i la Guidimaka quedaven tranquil·les. Les tropes van retornar progressivament a Kayes el mes de juny i el juliol 
Monségur va haver d'enfrontar la fam que devastava el país; de Bakel al Níger el comerç s'havia aturat per la guerra i els saquejos, incendis i pèrdues de collites havien portat la fam als habitants. Mahmadou-Lamine, que encara disposava de 3000 o 4000 guerrers, encara feia alguna incursió i el juliol va cremar Sénoudébou on no hi havia guarnició francesa. Poc després va fer una nova incursió i va assolar Boulébané, ara capital del país, on estava el rei Omar Penda, que fou mort pel marabut; un segon atac a Sénoudébou es va trobar amb 70 tiradors senegalesos manats pel tinent Yoro-Comba que el van obligar a retirar-se cap a Dianna on va començar a reorganitzar-se. A més el seu fill Soybou que era a la dreta del riu va començar a reclutar sarakholes al Diafounou per després unir-se al seu pare.
Mentre Ahmadou Tall de Kaarta i Ségou concentrava les seves forces a tres dies de marxa de Médine i els seus cavallers acampaven no lluny de Kayes i de Sabouciré. Una banda de bandits saquejava la regió al sud del riu Bakhoy i aturava les caravanes però Ahmadou els deixava fer. Per tot això i per la fam de la regió, la posició de Kayes no estava sent aprovisionada degudament.
Mentre Samori s'havia presentat al Bidiga, nominal protectorat francès, on va recaptar impostos. Al començament de l'hivern va capturar indígenes dels pobles dependents de Niagassola, però el tinent Marcantoni es va mostrar ferm i va obligar a alliberar-los, però les seves cases havien estat arrasades i això ja no es va poder esmenar.
L'octubre de 1886 el ministre de marina, almirall Aube, va designar nou comandant superior al tinent coronel Joseph Gallieni.